# Primera División 1957 (Venezuela)
In 1957 werd het 37ste seizoen gespeeld van de Primera División, de hoogste voetbalklasse van Venezuela. Dit was het eerste profseizoen, hiervoor was het een amateurcompetitie. Universidad Central werd kampioen. 

## Eindstand
| Plaats | Club                | Wed. | W  | G | V | Saldo | Ptn. |
| ------ | ------------------- | ---- | -- | - | - | ----- | ---- |
| 1      | Universidad Central | 15   | 10 | 3 | 2 | 39:17 | 23   |
| 2      | La Salle            | 15   | 8  | 2 | 5 | 39:19 | 18   |
| 3      | Banco Obrero        | 15   | 7  | 3 | 5 | 30:26 | 17   |
| 4      | Deportivo Español   | 15   | 5  | 3 | 7 | 32:43 | 13   |
| 5      | Catalonia           | 15   | 4  | 2 | 9 | 28:38 | 10   |
| 6      | Deportivo Vasco     | 15   | 3  | 3 | 9 | 23:48 | 9    |

|  | Kampioen |

1921 · 1922 · 1923 · 1924 · 1925 · 1926 · 1927 · 1928 · 1929 · 1930 · 1931 · 1932 · 1933 · 1934 · 1935 · 1936 · 1937 · 1938 · 1939 · 1940 · 1941 · 1942 · 1943 · 1944 · 1945 · 1946 · 1947 · 1948 · 1949 · 1950 · 1951 · 1952 · 1953 · 1954 · 1955 · 1956 · 1957 · 1958 · 1959 · 1960 · 1961 · 1962 · 1963 · 1964 · 1965 · 1966 · 1967 · 1968 · 1969 · 1970 · 1971 · 1972 · 1973 · 1974 · 1975 · 1976 · 1977 · 1978 · 1979 · 1980 · 1981 · 1982 · 1983 · 1984 · 1985 · 1986 · 1986/87 · 1987/88 · 1988/89 · 1989/90 · 1990/91 · 1991/92 · 1992/93 · 1993/94 · 1994/95 · 1995/96 · 1996/97 · 1997/98 · 1998/99 · 1999/00 · 2000/01 · 2001/02 · 2002/03 · 2003/04 · 2004/05 · 2005/06 · 2006/07 · 2007/08 · 2008/09 · 2009/10 · 2010/11 ·  2011/12 · 2012/13 · 2013/14 · 2014/15 · 2015 · 2016 · 2017 · 2018 · 2019 · 2020 · 2021 · 2022